# No me deje hablando solo
No me deje hablando solo es una obra de teatro chilena protagonizada por Jaime Vadell, Coca Guazzini y Héctor Noguera, dirigida y escrita por Rodrigo Bastidas.Narra la crisis de un matrimonio que comienza a cuestionarse sus roles e historia al cumplir más de cincuenta años de casados.Fue estrenada en el Teatro Municipal de las Condes y se convirtió en la obra chilena más vista del 2023. 

## Trama
La trama se centra en el matrimonio de Javier y Ana, interpretado por Jaime Vadell y Coca Guazzini. Tras 50 años de convivencia, Ana comienza a cuestionarse la idea de haber postergado toda su vida por su marido y siente que él “no la ve.” En cambio, Javier no comprende la frustración de su pareja y busca encontrar respuestas en la visión de sus amigos Pepe (Héctor Noguera) y Raúl (Nicolás Mena) y en su hija, Sara (María José Necochea). 